# Zou Jie
Zou Jie (邹捷S, Zōu JiéP; Dalian, 17 gennaio 1981) è un ex calciatore cinese, di ruolo attaccante.